# ۱۰۰ روز (فیلم ۲۰۰۱)
۱۰۰ روز (انگلیسی: 100 Days) فیلمی است که در سال ۲۰۰۱ منتشر شد.